# 约翰内斯·穆勒·阿古菲恩斯
约翰内斯·穆勒·阿古菲恩斯（德語：Johannes Müller Argoviensis，1828年5月9日—1896年1月28日），19世紀瑞士植物学家。
穆勒出生于瑞士阿尔高州的托伊芬塔尔镇，原名约翰内斯·穆勒，他曾经是德堪多的《植物界自然系统概论》和卡尔·冯·马齐乌斯的《巴西植物》中关于木犀草科、夹竹桃科和大戟科各章的专题作者，他对地衣也非常有研究。
穆勒在日内瓦逝世。